# Mario Consiglio
Mario Carlo Consiglio (Torino, 15 agosto 1907 – Milano, 27 gennaio 1975) è stato un musicista italiano, noto per  aver  scritto con  Mario Panzeri Maramao perché sei morto.

## Biografia
Dopo essersi diplomato al Conservatorio Giuseppe Verdi di Torino entra all'Eiar come direttore d'orchestra e, negli anni trenta, si occupa delle trasmissioni radiofoniche (lavorando anche con il maestro Carlo Prato) e scrive canzoni per i cantanti del periodo, tra cui Silvana Fioresi e il Trio Lescano, seguendo le registrazioni discografiche per la Cetra.
Al 1939 risale il suo più grande successo, Maramao perché sei morto, su testo di Mario Panzeri ed incisa da Maria Jottini e il Trio Lescano; la canzone diventa un classico della musica leggera italiana, e sarà reincisa negli anni seguenti da moltissimi artisti, tra cui Rita Pavone nel suo LP Viaggio a Ritaland del 1968.
Nel 1940 ottiene nuovamente molto successo con Il pinguino innamorato, lanciata da Silvana Fioresi con il Trio Lescano.
Dopo la guerra riprende a lavorare con la Rai, in molte trasmissioni radiofoniche e, in seguito, televisive; debutta sul piccolo schermo nel 1955 con Paese che vai, varietà in otto puntate con la regia di Sergio Spina di cui segue la parte musicale.
Ritorna in televisione l'anno seguente con I cinque sensi sono sei, regia di Mario Landi, con Carlo Croccolo, in cui ha l'occasione di collaborare con Giampiero Boneschi.
Nel 1957 si occupa della direzione musicale del programma televisivo Carlo in doppiopetto, con Carlo Dapporto e il Quartetto Cetra (per la regia di Vito Molinari), e dirige l'orchestra della trasmissione televisiva Cetravolante, sempre con il Quartetto Cetra.
Sempre nello stesso anno dirige l'orchestra, alternandosi con i Maestri William Galassini e Gaetano Gimelli, in Varietà Musicale 1957.
Nel 1960 segue la direzione musicale del programma televisivo Serata di gala, con tra gli altri Walter Chiari, Wanda Osiris, Marisa Borroni, Mario Riva e il Quartetto Cetra (per la regia di Vito Molinari).
A metà degli anni sessanta si ritira dall'attività e muore nel 1975. È stato sepolto al cimitero maggiore di Milano, ove i resti sono stati in seguito depositati in una celletta.

## Varietà radiofonici Rai
- Tira, mola e meseda, varietà di Italo Terzoli, Carosso e Silva, regia di Enzo Convalli.

In Siae sono depositate a suo nome 185 canzoni.

## Le canzoni scritte da Mario Consiglio
| Anno | Titolo                      | Autori del testo               | Autori della musica                | Interpreti                      |
| ---- | --------------------------- | ------------------------------ | ---------------------------------- | ------------------------------- |
| 1939 | Maramao perché sei morto    | Mario Panzeri                  | Mario Consiglio                    | Maria Jottini e il Trio Lescano |
| 1940 | Il pinguino innamorato      | Aminta                         | Mario Consiglio                    | Maria Jottini e il Trio Lescano |
| 1940 | Mamma...dammi un soldo      | Marcello Marchesi              | Mario Consiglio ed Eugenio Mignone | Fausto Tommei e il Trio Lescano |
| 1942 | Soltanto un bacio           | Luciano Martelli ed Ennio Neri | Mario Consiglio                    | Alfredo Clerici                 |
| 1942 | Forse...ma....chissà...però | Matteo Treppiedi               | Mario Consiglio                    | Ernesto Bonino                  |
| 1942 | Celebre quartetto           | Enrico Frati                   | Mario Consiglio                    | Trio Lescano                    |